# 鄧萃英
鄧萃英（1885年8月6日—1972年11月26日），字芝園，福建省福州府閩侯縣人。著名教育家，曾任北京師範大學、廈門大學、河南大學校長。

## 生平

### 早年
鄧萃英於清光緒十一年誕生在福建省福州閩縣城東竹嶼村（現福州市閩侯縣晉安區），是家中長子。鄧家屬半耕半讀之家，自明代以來為官者不在少數，家學淵源。鄧萃英年少就學鄉里私塾，閒暇時好騎馬射箭、舞槍弄棒，有時也撫琴吟唱，頗自得其樂。1903年鄧18歲時，在進城時偶然發現有招收日語班便報名參加。同年秋，報考武備學堂和剛建立的全閩師範學堂，皆獲錄取，鄧選擇了後者並於四年後以第一名畢業。畢業後前往小學任教僅一年就被選為官費留日生，他先入日本宏文學院高師預備班學習，後考入東京高等師範學校，求學過程中與林覺民、方聲洞等人結識，加入同盟會並於林時塽參加黃花崗起義後接任福州支部（第十四支部）部長。

### 擔任教職
辛亥革命後，鄧1912年回國擔任福州師範學院校長、福建省政府教育廳視學、科長等職，同時由於方聲洞之胞姊、福州女子師範學校校長方君瑛打算前往法國留學，便委託其暫代學校校務。1913年4月，孫中山訪閩巡視，鄧前往迎接並起誓道：
此生願遵守同盟會誓約精神，專心從事教育。
受到孫文的賞識與鼓勵，同年鄧萃英再次東渡前往東京高師深造，1915年歸國。4月，鄧作為福建代表出席於天津召開的全國教育會聯合會第一屆年會，期間與陳寶泉相識，並受其推薦，同年9月到北京高等師範學校（簡稱北京高師）教授論理學、教育學等課程。 1916年，鄧萃英被推選為北京高師校友會德育部幹事長。1917年1月，又擔任學校數學物理部教務主任，5月鄧和黃炎培、梁啟超、張謇、蔡元培、張元濟等48人在上海發起成立中華職業教育社以培養人才服務社會。1918年8月起，教育部選派大學職員赴歐美留學，為中國教授留學之始，鄧萃英和楊蔭榆等為當年入選的七人，鄧到了美國就讀哥倫比亞大學師範學院，師從約翰·杜威、保羅·孟祿學習教育哲學。1919年2月8日，教育部令尚在美的鄧萃英擔任參事，不久鄧回國並於7月19日到教育部就職。同年山西全國教育會聯合會年會上，鄧萃英與陳寶泉聯名提出了《設置師範大學案》。
1919年8月，陳嘉庚在上海聘任蔡元培、黃炎培、鄧萃英等10人為廈門大學籌備委員，1920年10月廈門大學籌備委員會在上海開會，於會議推中舉鄧萃英為廈門大學首任校長，在12月正式就職，宣示廈大的三個辦學目的：研究學術、培養人才、指導社會，隔年4月廈大開學，鄧邀請了恩師杜威來演講。惟鄧此時又身兼教育部參事和北京高師校長，必須時常奔波於北京和廈門兩地，且與陳嘉庚辦學理念不合，最終於1921年5月辭去校長。
1920年代，為推廣基礎教育，鄧萃英在北京先後參與創辦了弘達中學（1922）、志成中學（1923）、春明女子中學（1928），並擔任志成中學董事長直至1948年赴臺，家中四個兒子也畢業自志成中學。

### 接掌北京高師

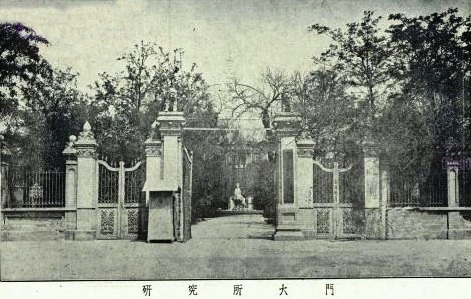
1920年代的北京師範學校

陳寶泉執掌北京高師時聘請大量留美學者，希望仿照美國的制度改革現有的師範體系，但遭到學校教員中留日派的反對而作罷。隨著北京高師學生要求改制為師範大學未果，以及教員中留日派與留美派之間矛盾加劇，陳寶泉被迫於11月22日辭職，當天，教育部調陳寶泉到部秘書處任事，並於11月23日委派北京大學教授陶孟和為北京高師校長；但是，北京高師的師生將陶孟和視「北京大學派」，擔憂陶若就任會促使北京高師併入北京大學，於是紛紛拒陶挽陳，造成11月29日陶孟和請辭不就，直到12月18日，教育部才照準陶孟和請辭不就，改任命鄧萃英兼代北京高師校長。鄧於24日到北京高師與陳寶泉交接，在北京高師的風雨操場發表就職演說，提到改革進步的方向：實行男女合校，提高女子教育水準與女權、提高科學教育水準，鼓勵學術研究風氣、擴充各類新式設備、重視人格教育。也同時強調：
我雖不能永久在本校服務，但是在職一日，總負一日的責任，而且願負由此一日行事所發生將來種種影響之責任。

#### 邀請孟祿來華教育調查
1918年夏，嚴修、范源濂等人赴美考察教育，結識了時任哥倫比亞大學師範學院系主任的孟祿，就有意聘請來華。1919年袁希濤、陳寶泉等組織的歐美考察教育團就曾訪美並邀請來華，鄧也以學生身份向業師提出邀請。而1920年6月上旬，鄧萃英、陳寶泉、范源濂等人即決定於北京高師設「實際教育調查社籌備處」，作為將來孟祿來華和組織永久性教育研究機關的預備，並由北京高師教員王文培、汪懋祖等佐理籌備事宜，推舉鄧萃英為臨時主任，主持一切事務。1920年9月孟祿應北京高師的邀請，趁著來北京參加協和醫院落成典禮，對中國的教育進行調查，鄧萃英和陳寶泉則推薦北京高師教育學系學生王卓然、湯茂如分別擔任孟祿在華演講的翻譯和書記。從9月24日開始調查中國教育，到12月14日，共遊歷九省十八都市和鄰近鄉村，期間孟祿又參訪了北京高等師範學校附屬中學和附屬小學。與此同時，實際教育調查社在鄧萃英的主持下，還出版了《實際教育》雜誌，至1921年11月15日，共出至第2卷第1期。 1922年1月7日，孟祿順利結束對中國的教育調查，乘船返美。因孟祿離華後，作為負責孟祿來華任務的實際教育調查社作用已經不再，故而在5月10日，與平民教育社合併。1923年8月，王卓然編纂了記述孟祿此次來華活動過程的《中國教育一瞥錄》，作為中華教育改進社叢書並由上海商務印書館出版，作為孟祿來華及改進社開幕之紀念，而鄧萃英則為之作序。

#### 提升學術研究
1920年1月北京高師開辦「教育研究科」為中國高師之首，鄧萃英、胡適、陳大齊等19人皆為科內教授。鄧萃英接任校長後，除了續辦教育研究科，也在1921年夏增設數學、化學、物理研究科，開展學術講演，廣泛延攬專家學者到校講學，並倡導學生學術社團的成立、刊物的發行。
另外，1917年12月啟用的北京高師圖書館，是借用舊禮堂及史地教員室之樓房來存放書籍，惟空間不敷使用且管理困難。陳寶泉任校長時，便曾考慮擴充，因經費短絀而作罷。鄧萃英長就任後，堅持從1921年4至9月的經費撙節下三萬五千元，由戴志騫以及德國、丹麥、美國多國專家共同參與設計施工，1921年9月在和平門外的圖書館大樓正式動工，次年10月完成。圖書館總面積1157平方公尺，設有辦公室、目錄室、新聞報紙室、雜誌室、閱覽室和講演廳，書庫可藏書10萬冊。為以示紀念，北京高師的師生特別在東北角下的一塊方石上書有「鄧萃英奠基」等字樣。

#### 男女同校
受西方男女平等的風潮影響，鄧萃英主張男女應受平等之教育，曾在1919年10月的全國教育會聯合會第五屆年會上提出《改革女學制度案》。任教北京高師時，更是多次投稿校內刊物，倡導男女共學、同校同班。鄧執掌北京高師後頂住各方壓力，在1921年起招收女生，繼嶺南大學、北京大學、南京高師、大同大學後解開女禁。當年558名考生中，有25名女生報考，最終，錄取男生35人，女生6人。

#### 離任校長
隔年9月因即將代表中華民國參加華盛頓會議，歸期未定而辭職，由李建勛接任，而鄧回國後仍任教北京高師教育科。1922年1月教育部公佈《籌備北京師範大學校委員會章程》，設籌備委員會並聘范源廉、李石曾、袁希濤、鄧萃英、陳寶泉等為委員，負責處理北京高師結束和北京師大開辦、審核決、議定預算組織及學制等事宜。1924年1月3日，北京師範大學董事會成立，是當時第一個成立董事會的國立大學，董事會共九人，梁啟超（董事長）、熊希齡、袁希濤、李石曾、張伯苓、王祖訓為部聘董事，陳寶泉、鄧萃英為部委董事，范源濂（校長）為例任董事。1934年鄧萃英、張貽惠、陳寶泉等10人獲聘為北京師大的名譽教授。1946年北平臨時大學第七分班和北平師範學院皆聘請鄧擔任教育系名譽教授。

### 任職北洋
1922年8月15日，因教育部次長湯爾和請假，鄧萃英以參事職兼代（代理總長王寵惠）。9月25日，由於次長馬敘倫尚未到任，再度被委任代理教育次長（總長湯爾和），10月7日就職。，並隨王寵惠內閣垮台而去職，在任期間主持全國學制會議、參與制定壬戌學制。 1923年6月28日，第一次世界教育聯合會(萬國教育會議)在美國舊金山召開，鄧與秦汾、李建勛、謝冰被派遣為中國代表列席。1924年5月，段祺瑞領導的北洋政府派鄧萃英、柯劭忞、王樹枏、王照、賈恩紱、江庸、湯中、王式通、胡敦復、熊希齡、鄭貞文等11人為中日合作成立的東方文化事業總委員會中方委員，1927年10月鄧離京改由楊策代理。1925年2月1日段祺瑞組織善後會議，鄧出任教育專門委員會委員長，並於其後的臨時參政院擔任參政兼教育委員會委員長至1926年4月20日。1925年8月底蘇聯駐中國大使加拉罕與王正廷在北京舉行中俄會議，鄧被任命為專門委員前往交涉。

### 任職河南
1928年6月，以第二集團軍教育處長職兼任河南省立中山大學（今河南大學）校長，9月增設了醫科和附屬產科，首任主任為陳雨亭（後為閻仲彝），同時附設護理、助產、醫藥職業學校。8月因凌冰辭職而接任河南省政府委員兼教育廳長，任職期間經常與石友三聯繫，後因石發動叛變遭指為始作俑者，受到牽連。

### 晚年
來臺之後，擔任中國國民黨中央評議委員及總統府國策顧問，多次撰文倡議實施九年國民義務教育，主張免試升學初中。
鄧氏曾列舉師範教育之四要：(1)增進師道之精神，以擔當道德教育之任務；(2)養成專業之自尊心，以避免物質之誘惑；(3)提高教育研究之興趣，以培養獨立之教育學者；(4)強調服務之觀念，鼓勵以教育為終身事業之教育家。所論均深中肯綮。

1972年病逝於臺北三軍總醫院，享壽87歲。隔年元月獲中華民國總統蔣中正明令褒揚和頒贈「教澤流芳」輓額，褒揚令云：
|  | 總統府國策顧問鄧萃英，志堅學粹，識遠行貞。早隨林覺民、方聲洞諸先烈加入同盟會，效忠革命。民國成立以來，專心從事教育，久歷庠序，廣植人才，而在北京師範大學、廈門大學及河南大學校長任內，致力甚勤，厥功尤懋。晚膺禮聘，贊襄國策。老成遽謝，悼惜良深，應與明令褒揚，以昭耆德。此令。 |

## 家庭
娶妻高幼慧，二房何建民。育有五子二女，長子鄧建飛曾任北京鹽務局長，來臺後擔任過香港中文大學及東吳大學經濟系系主任，二子鄧健中為七-八屆南京政協副主席、二女鄧淑媛曾任日內瓦大學口譯教授、四子鄧昌國為著名小提琴家、么子鄧昌黎為著名物理學家。
胞弟鄧芝如曾任臺南一中、臺東高中校長，在南一中任內積極推動科學教育，並籌劃新化分部（今新化高中），後積勞成疾病故。
鄧常教導子女「三項不可破產」：人格不可破產—做人做事不可違背良心，知識不可破產—專門學識要隨時代進步，經濟不可破產—要量入為出，不可寅食卯糧。